# 东杨庄乡 (霸州市)
东杨庄乡，是中华人民共和国河北省廊坊市霸州市下辖的一个乡镇级行政单位。

## 行政区划
东杨庄乡下辖以下地区：
贾庄子村、邱庄子村、刘南庄村、上坊村、小李庄村、王庄伙村、小东庄村、滑庄子村、孙坊村、王坊村、下段村、杜台子村、上段村、中段村、下坊村、黄庄子村、陈庄伙村、郭庄伙村、苑口村和东杨庄村。